# Carl Ludwig Bachmann
Carl Ludwig Bachmann (Berlín, 1743 - idm. 26 de maig de 1809) fou un violinista, violista de gamba i lutier alemany.
Va ser l'inventor del cargol sense fi, que va substituir les clavilles de fusta als baixos, cosa que li permet sintonitzar amb precisió els instruments. Va tocar en la capella reial de 1765 i va fundar la Liebhaberkonzerte a Berlín el 1770, juntament amb Benda, que va ser tingut èxit en la direcció de concerts el 1785. En el mateix any es va casar amb la cantant i pianista Charlotte Caroline Wilhelmine Stowe.
Carl Ludwig també va treballar en la fabricació de violins en la luthieria del seu pare, Anton Bachmann (1716-1800), que ensems era violinista de la cort. Al voltant de 1778 va introduir un cargol mecànic per al contrabaix, en lloc de les clavilles. Un mecanisme similar ja era conegut a França, on havia estat desenvolupat per Benoît Fleury el 1766. El 1791 va continuar ell sol l'activitat paterna, aquell mateix any abandonà la direcció de la Liebhaberkonzerte i la continuà el seu germà Friedrich Wilhelm Bachmann (1749-1825).